# Arab al-Nufay'at
Arab al-Nufay'at عرب النفيعات, aussi transcrit Arab al Nufeiat, était un village d’Arabes palestiniens du sous-district de Haïfa, actuellement en Israël.
Il fait partie des centaines de villages expulsés en 1948 sur ordre de la milice sioniste de la Haganah ; il a été détruit.

## Géographie
Le village d’Arab al-Nufay'at se trouvait à 45 km au sud d’Haïfa, à une altitude moyenne de 25 m. Son territoire couvrait 8937 dounams, dont 1471 de terres publiques et 7466 de terres privées, appartenant en totalité à des Juifs. Son territoire est compris entre le Wadi al-Mafjar au nord et le Wadi Iskandurana au sud, qui ne coulent pas sur son territoire ; deux petits étangs, Birkat Ata et Birkat al-Sanakhiyya. Les maisons étaient construites en terre séchée et en pierres. Les productions principales du village étaient les agrumes (176 dounams) et les céréales.

## Histoire
Plusieurs sites historiques et ruines se trouvent sur le territoire du village.
La seule estimation de la population du village avant la Nakba sont les statistiques de Villages publiées en 1945 : Arab al-Nufay'at avait alors 820 habitants, tous musulmans
En 1945, le moshav de Mikhmoret s’installe sur le territoire du village, au sud du village proprement dit.

### Expulsion en 1948 et période israélienne
En 1948, la population est estimée à 951 habitants.
Le 6 avril 1948, la Haganah met en place la politique concernant la plaine côtière, consistant en un nettoyage ethnique radical par l’expulsion de tous ses habitants arabes. Le 10 avril, les habitants d’Arab al-Nufay'at, ainsi que ceux d’Arab al-Fuqara et de Arab Zahrat al-Dumayri, reçurent l’ordre de quitter leurs maisons`. Le village est détruit entre fin avril et début mai. Ilan Pappé penche aussi pour une date entre le 2 et le 10 avril, dans le cadre d’opérations visant à désarabiser totalement les zones situées sur les routes Tel-Aviv-Haïfa, Haïfa-Jénine et Jaffa-Jérusalem, en application du plan Daleth.
En 1992 le site du village site est décrit par Khalidi, qui ne décèle qu’une seule maison, toujours habitée par une famille arabe, et un vieux mûrier. L’armée israélienne a installé un camp militaire qui occupe la plus grande partie des terres. Le reste de la zone est planté de melons, blé et orge. Quelques eucalyptus et mûriers poussent près du site. En 1998, le nombre de réfugiés descendant des habitants expulsés d’Arab al-Nufay'at est estimé à 5841.